# Forza Italia (1994)
Il Movimento politico Forza Italia, conosciuto in breve come Forza Italia (FI), è stato un partito politico italiano di centro-destra, attivo dal 18 gennaio 1994 al 27 marzo 2009. Presidente e leader del partito è stato, dalla sua fondazione, Silvio Berlusconi; l'ideologia del partito variava dal liberismo all'economia sociale di mercato di ispirazione cristiano-democratica. A livello europeo aderiva al Partito Popolare Europeo, di cui costituiva il principale membro italiano.
Il suo colore ufficiale era l'azzurro.
Forza Italia è stato il principale partito della coalizione di centro-destra denominata Casa delle Libertà, che ha governato l'Italia dal 2001 al 2006. Dopo la vittoria elettorale del 2008 della lista del Popolo della Libertà, a cui Forza Italia aveva aderito, nel 2009 il partito ha sospeso la sua attività politica confluendo nel neo-partito PdL.
Il 16 novembre 2013 il Consiglio nazionale del PdL decise all'unanimità "la sospensione delle attività del Popolo della Libertà", per riprendere l'attività rifondando Forza Italia.

## Storia

### La nascita e i primi coordinamenti (1993)

La locuzione "Forza Italia" era già stata usata nella politica italiana, ad esempio dalla Democrazia Cristiana, che nel 1987 la usò come slogan

Forza Italia! Associazione per il buon governo viene costituita, presso lo studio del notaio Roveda a Milano, il 29 giugno 1993 da alcuni noti professionisti, alcuni inseriti nelle aziende controllate da Fininvest, altri comunque vicini al fondatore e proprietario di quest'ultima, Silvio Berlusconi, tra i quali Marcello Dell'Utri, Antonio Martino, Gianfranco Ciaurro, Mario Valducci, Antonio Tajani, Cesare Previti e Giuliano Urbani. Il nome si ispirava allo slogan Forza Italia! utilizzato nella campagna elettorale della Democrazia Cristiana del 1987, curata da Marco Mignani.
Berlusconi inizia a parlare di politica già da mesi, forse fin dalla seconda metà del 1992. Il 19 marzo 1993 lascia intendere di essere preoccupato per la situazione politica. Il 10 maggio presiede il convegno Cambiare per rinascere: nuove idee, nuovi uomini, dove emerge il profilo del partito che vorrebbe il fondatore della Fininvest.
Inizialmente Berlusconi preferisce agire con cautela, ma le indiscrezioni trapelano, come quella che vuole Giuliano Urbani ideologo del movimento berlusconiano.
Il 13 settembre Berlusconi si sbilancia con un vorrei fare un partito, ma non posso.
Il 16 ottobre il settimanale della Arnoldo Mondadori Editore, Epoca, mostra in copertina il logo dei Club Forza Italia, disegnato da Cesare Priori (storico ideatore di diversi simboli del gruppo Fininvest): una bandiera rosso-verde su cui si staglia in bianco la scritta "Forza Italia", inclinata verso l'angolo superiore destro. All'interno vi è una lunga intervista a Silvio Berlusconi che nega si tratti delle sezioni di un futuro partito politico.
Il 22 ottobre il quotidiano la Repubblica pubblica alcuni documenti redatti da Urbani che circolano fra i dirigenti di Berlusconi di argomento politico. Berlusconi tuttavia nega la paternità di tali documenti e nega di essere il leader di un partito politico. Nei giorni successivi nega di organizzare direttamente i club Forza Italia e accusa il gruppo Repubblica-l'Espresso di metter in atto una campagna tesa alla distruzione del suo gruppo.
Il 23 novembre, Silvio Berlusconi, a Casalecchio di Reno (Bo), durante l'inaugurazione di un ipermercato, dichiara ai giornalisti che se il centro moderato non dovesse organizzarsi, non potrei non intervenire direttamente, mettendo in campo la fiducia che sento di avere da larga parte della nostra gente. Inoltre afferma, riguardo alle elezioni comunali di Roma, che, se potesse votare, voterebbe per Gianfranco Fini; mai un imprenditore così importante si era schierato tanto apertamente per un candidato del Movimento Sociale Italiano - Destra Nazionale. Il 26 novembre Berlusconi, in una conferenza stampa presso l'Associazione stampa estera, rimarca e circostanzia l'endorsement.
Un giorno prima, il 25 novembre, nasce l'Associazione nazionale dei club di Forza Italia, strettamente legata alle aziende facenti capo a Fininvest, con la sede in viale Isonzo a Milano. Essa mette in campo un semplice meccanismo per espandersi e radicarsi nel Paese: chiunque, su base volontaria, può fondare un club se è in grado di raccogliere almeno 10 seguaci. Una volta raggiunto l'obiettivo, il volontario-presidente riceve un plico contenente un manuale operativo, cravatte tricolori recanti la dicitura Forza Italia, la bandiera istituzionale disegnata da Cesare Priori, distintivi da bavero e un terminale videotel per lo scambio di comunicazioni con la sede centrale. Entro i primi del 1994 l'associazione dichiara la ricezione di circa 14 000 moduli d'iscrizione e stima in circa 1 milione gli affiliati ai club.
Già il 10 dicembre a Brugherio Berlusconi inaugura il primo club Forza Italia e ne presenta l'inno. Il 15 dicembre viene aperta la sede centrale di Forza Italia in un palazzo in via dell'Umiltà a Roma che è lo stesso che fu la sede del Partito Popolare Italiano di don Luigi Sturzo. Il 18 gennaio 1994 Berlusconi, Tajani, Luigi Caligaris, Martino, Valducci, danno vita al Movimento Politico Forza Italia. L'annuncio della discesa in campo viene dato con un messaggio televisivo il 26 gennaio; l'uso di questo mezzo inusuale per la politica tradizionale suscita commenti che vanno dall'ammirativo per l'abilità comunicativa di Berlusconi alla preoccupazione per l'effetto distorsivo per il corretto funzionamento della democrazia di una concentrazione di potere mediatico in una sola persona in misura anomala rispetto agli altri Paesi occidentali.
Fin dagli inizi il partito si configura come una novità assoluta anche nelle strutture organizzative: al posto della figura del segretario vi è un presidente, nella persona di Berlusconi stesso, coadiuvato non da una direzione nazionale, ma dal comitato di presidenza, in cui il capo del partito è affiancato da Antonio Martino, Luigi Caligaris, Antonio Tajani, Mario Valducci, che è anche amministratore nazionale. Non c'è nemmeno un'assemblea nazionale, ma l'assemblea degli associati. Il movimento non ha neppure sezioni comunali e provinciali, ma solo rappresentanze regionali che rispondono alla sede centrale romana; quanto ai club, invece, restano organizzati autonomamente sotto la direzione della sede di Milano. Al di fuori di essi, l'iscrizione a Forza Italia costa 100 000 lire annue; come gadget viene regalata una musicassetta con l'inno partitico.
Data la struttura, le origini e la presenza all'interno, in questa fase, di molti uomini di Fininvest e Publitalia '80, si parlerà subito fra i detrattori di partito-azienda, di partito di plastica, di partito personale, partito virtuale (in relazione alla facilità con cui è possibile fondare club e sezioni) o anche partito eversivo (nel senso di partito completamente nuovo, estraneo alla tradizione liberale, fondato sulla lealtà incondizionata nei confronti del capo, non nei confronti di un'idea o di un progetto).

### Elezioni del 1994
Nel discorso del 26 gennaio Berlusconi definisce Forza Italia un movimento politico piuttosto che un partito vero e proprio e con esso si candida alla guida del Paese.
Il 6 febbraio, al Palafiera di Roma, si tiene la prima convention di Forza Italia e Berlusconi pronuncia il primo discorso da leader politico.
Il 27-28 marzo, con i risultati delle elezioni politiche, Forza Italia si afferma come il primo partito italiano con il 21% dei voti e va alla guida del Governo insieme ad altri partiti dell'area di centro-destra: al Nord l'alleanza è denominata Polo delle Libertà e formata da Forza Italia, CCD e Lega Nord, mentre al Sud Polo del Buon Governo formata da Forza Italia, Alleanza Nazionale, CCD, Unione di Centro e Polo Liberal Democratico. Escono sconfitte la coalizione di sinistra dei Progressisti e la coalizione centrista del Patto per l'Italia, formata da Partito Popolare Italiano e Patto Segni.
Il successo di Forza Italia può essere attribuito a due fattori: a differenza di altri personaggi nuovi comparsi sulla scena politica, come Mario Segni, Berlusconi si appellava a interessi sociali più precisi e focalizzati, come quelli dei lavoratori autonomi; inoltre Berlusconi puntava su una netta polarizzazione tra destra e sinistra, togliendo spazio a ipotesi di centrismo che venivano spazzate via dalla radicalizzazione dello scontro. Ovviamente la semplificazione dei termini dello scontro elettorale, anche per la sua lontananza dalla vecchia politica fatta di compromessi, faceva buon gioco ad una campagna di "lancio" del marchio sviluppata con un successo che ha ben pochi precedenti. Si possono aggiungere anche fattori come l'appello all'efficienza, la sfiducia verso la politica tradizionale e la costruzione dell'immagine del leader come uomo deciso ma disinteressato, forte ma generoso.
L'aspetto anomalo era rappresentato dagli alleati: Forza Italia era infatti coalizzata con la Lega Nord nelle regioni settentrionali, dove Alleanza Nazionale si presentava isolata, e con il partito guidato da Gianfranco Fini al centro-sud: non una coalizione, in sostanza, ma due.

### Governo Berlusconi I (1994-1995)

Silvio Berlusconi durante un'assemblea di Forza Italia (1995)

Il 90% degli eletti nelle liste di Forza Italia risultò alla prima esperienza parlamentare. Il centrodestra riuscì ad ottenere la maggioranza dei seggi alla Camera dei deputati, ma non al Senato. Determinanti per la nascita del governo furono così i voti di tre senatori a vita (Gianni Agnelli, Francesco Cossiga e Giovanni Leone) e di quattro senatori eletti nelle liste del Patto per l'Italia (Nuccio Cusumano, Vittorio Cecchi Gori, Luigi Grillo e Tomaso Zanoletti), che uscirono dall'aula al momento del voto.
Poco dopo le elezioni, Alberto Michelini e Giulio Tremonti, eletti alla Camera, avevano lasciato il Patto Segni e fondato la "Fondazione Liberaldemocratica", formazione che aderì successivamente a Forza Italia; Tremonti venne nominato Ministro delle Finanze.
Alle successive elezioni europee del 1994, Forza Italia ottenne oltre il 30% dei voti. I suoi eletti, tuttavia, non aderirono ad alcuno dei maggiori gruppi parlamentari europei, bensì ne costituirono uno proprio denominato Forza Europa. In seguito, nel 1995, Forza Europa si fonderà con l'Alleanza Democratica Europea, di cui facevano parte soprattutto gli esponenti del francese Raggruppamento per la Repubblica: sorse così il gruppo Unione per l'Europa.
Nonostante il successo elettorale, comunque, il primo governo Berlusconi cadde pochi mesi dopo. Una proposta del Governo per riformare il sistema pensionistico incontrò la tenace opposizione dei sindacati, che proclamarono lo sciopero generale. Si acutizzò così la crisi politica fra la Lega Nord ed il resto della maggioranza. Immediatamente dopo la vittoria elettorale, Bossi aveva già manifestato il suo disagio a governare assieme ai politici del Movimento Sociale Italiano - Destra Nazionale (da lui definiti fascisti).
Lo scontro diretto arrivò alla vigilia delle vacanze natalizie, fra il 21 e il 22 dicembre: in diretta televisiva Silvio Berlusconi dichiarò che il patto sancito con la Lega all'inizio dell'anno era stato tradito e chiese di tornare immediatamente alle urne. Bossi, dal canto suo, ricambiò le accuse, affermando che l'accordo sul federalismo era stato ampiamente disatteso dal governo. La Lega formò un'alleanza con il Partito Popolare, assieme a cui presentò una mozione di sfiducia. Così si aprì la crisi: Berlusconi, per evitare di essere sfiduciato, rassegnò le proprie dimissioni, spingendo per le elezioni anticipate ed invitando gli elettori a una "rivolta morale" contro il cambio di maggioranza (da lui soprannominato ribaltone).
Il presidente della Repubblica Oscar Luigi Scalfaro non ritenne di sciogliere le camere, in quanto era possibile una maggioranza alternativa. La Lega decise in seguito di appoggiare, insieme ai parlamentari popolari e della sinistra, un governo tecnico presieduto da Lamberto Dini. Forza Italia e il resto dell'ex maggioranza di centro-destra, dopo aver inizialmente appoggiato la nomina di Dini (ministro del Tesoro nel Governo Berlusconi, Dini era stato tra i maggiori sostenitori della contestata riforma delle pensioni), si chiamarono fuori dopo la pubblicazione dell'elenco dei ministri e tornarono a chiedere le elezioni anticipate. Il Governo Dini ottenne comunque la fiducia.

### Elezioni 1996
Consumata la rottura con la Lega Nord, il centrodestra si riorganizza senza il partito di Bossi nel Polo per le Libertà, formato da Forza Italia, Alleanza Nazionale, Centro Cristiano Democratico e Cristiani Democratici Uniti, e stringe un accordo di desistenza con la Lista Pannella-Sgarbi.
Alle elezioni politiche del 1996 tuttavia il Polo, candidando nuovamente Berlusconi alla carica di presidente del Consiglio, perde e si costituisce il governo dell'Ulivo, la coalizione avversaria, presieduto da Romano Prodi.
Sommando i voti ottenuti nella quota proporzionale della Camera dal Polo con quelli della Lista Pannella-Sgarbi si ottiene un risultato maggiore della somma dei voti dei partiti di centro-sinistra (44,0% contro 43,3%); tuttavia, il numero di seggi complessivo fu inferiore, in parte perché nei collegi uninominali dell'Italia settentrionale il successo della Lega Nord danneggiò maggiormente i candidati del Polo.
Forza Italia si mette all'opposizione del Governo Prodi e Berlusconi diventa il leader dell'opposizione.

### Il primo congresso (1998)
Dal 16 al 18 aprile 1998 ad Assago viene celebrato il primo congresso nazionale del partito, dove viene confermato all'unanimità presidente del partito Silvio Berlusconi. Nel congresso vengono anche eletti dai delegati sei esponenti dell'esecutivo del partito, il Comitato di Presidenza.
Il comitato viene successivamente completato ed è formato trentatré membri:
- Berlusconi stesso;
- i tre coordinatori regionali rappresentanti le tre aree geografiche di Nord, Centro e Sud Italia (Roberto Rosso, Antonio Tajani, Antonio Martusciello);
- i sei eletti dal congresso: Maria Teresa Armosino, Maurizio Bernardo, Donato Bruno, Filippo Cingolani, Franco Frattini e Giovanni Pilo;
- Niccolò Querci in quanto segretario della conferenza dei coordinatori regionali;
- i sei nominati del presidente del partito: Filippo Mancuso, Antonio Martino, Antonio Marzano, Marcello Pera, Giulio Tremonti e Giuliano Urbani;
- i tre capigruppo a Camera, Senato e Parlamento europeo: Beppe Pisanu, Enrico La Loggia e Claudio Azzolini;
- i tre vicepresidenti di assemblea: Alfredo Biondi per la Camera, Domenico Contestabile per il Senato e Guido Podestà per il Parlamento europeo;
- i tre presidenti di Regione: Giancarlo Galan per il Veneto, Enzo Ghigo per il Piemonte e Giuseppe Nisticò per la Calabria;
- il responsabile del movimento giovanile Andrea Di Teodoro.
- i dieci responsabili di settore: Claudio Scajola (coordinatore dell'organizzazione e coordinatore dei settori), Gianni Baget Bozzo (formazione), Massimo Maria Berruti (controllo degli obiettivi), Paolo Bonaiuti (comunicazione e immagine), Renato Brunetta (programma), Raffaele Costa (difensore civico), Rocco Crimi (dipartimenti), Giovanni Dell'Elce (amministrazione), Alberto Michelini (volontariato no profit) e Mario Valducci (enti locali).

Nel giugno 1998 il movimento dei Cristiani Democratici per la Libertà di Roberto Formigoni e Raffaele Fitto, fuoriusciti dai Cristiani Democratici Uniti, aderisce a Forza Italia.

### Elezioni europee del 1999 e regionali del 2000 - nascita della Casa delle Libertà
I consensi del partito, intanto, aumentano: alle elezioni europee del 1999 Forza Italia ottiene circa il 25,17%, risultando il primo partito italiano.
Dopo che già dal 1998 la maggior parte degli europarlamentari FI avevano aderito al Gruppo del Partito Popolare Europeo, gli eletti nelle liste FI alle europee del 1999 s'iscrivono al Gruppo del Partito Popolare Europeo - Democratici Europei e dal 1º ottobre 1999 FI aderisce ufficialmente come membro del Partito Popolare Europeo, il partito politico europeo che raccoglie democristiani e conservatori.
Il successo del partito e della coalizione di centrodestra è confermato alle regionali del 2000. Nel 2000 infatti, dopo che la Lega aveva abbandonato i suoi propositi secessionisti, si ricompatta l'alleanza col partito di Bossi, che prende il nuovo nome di Casa delle Libertà, aperta anche ai contributi di partiti e movimenti minori.
I forzisti eletti alla presidenza di alcune regioni sono Roberto Formigoni in Lombardia, Giuseppe Chiaravalloti in Calabria, Sandro Biasotti in Liguria, Raffaele Fitto in Puglia, Enzo Ghigo in Piemonte e Giancarlo Galan in Veneto.
Il successo alle regionali ottenuto dal centro-destra determina la crisi del Governo D'Alema II; si forma così il governo Amato II.

### Elezioni del 2001 e gli anni di governo
Nell'estate del 2000, in vista delle elezioni politiche previste per l'anno successivo, Berlusconi dà inizio, con ampio anticipo, alla campagna elettorale. Oltre ad un'imponente diffusione dei manifesti elettorali, si segnala la biografia che il leader del centrodestra inviò alle famiglie italiane per convincere l'elettorato a votare Forza Italia; vivaci polemiche scoppiano poi quando, a pochi giorni dal voto, Berlusconi sigla, nel corso della trasmissione Porta a Porta condotta da Bruno Vespa, il cosiddetto Contratto con gli italiani, un accordo fra lui e i suoi potenziali elettori in cui Berlusconi si impegna, in caso di vittoria, a realizzare ingenti sgravi fiscali, il dimezzamento della disoccupazione, l'avviamento di decine di opere pubbliche, l'aumento delle pensioni minime e la riduzione del numero di reati, impegnandosi altresì a non ricandidarsi alle successive elezioni nel caso in cui almeno quattro dei cinque punti principali non fossero stati mantenuti.
In occasione delle elezioni del maggio del 2001, Forza Italia si presenta nella Casa delle Libertà insieme ad Alleanza Nazionale, Lega Nord, Centro Cristiano Democratico, Cristiani Democratici Uniti, Partito Repubblicano Italiano e Nuovo PSI. La coalizione, guidata da Silvio Berlusconi, sconfigge lo schieramento di centro-sinistra guidato da Francesco Rutelli; Forza Italia è il primo partito del Paese, con il 29,4% dei voti.
Si forma così il Governo Berlusconi II, che si rivelerà come l'esecutivo più longevo nella storia della Repubblica, durando in carica 1 412 giorni.
A partire dalle elezioni regionali in Friuli-Venezia Giulia del 2003, e nelle successive consultazioni elettorali, Forza Italia registra un progressivo calo di consensi, pur rimanendo la lista più votata della Casa delle Libertà. Conseguentemente alla sconfitta alle regionali del 2005, il centrodestra mantiene soltanto due regioni (Lombardia e Veneto) delle otto precedentemente governate. In questo frangente, a seguito di una lunga verifica iniziata mesi prima, alcuni partiti della coalizione chiedono un rilancio del programma e dell'attività di governo. All'apertura formale della crisi con il ritiro dei ministri dell'UDC e dei membri del governo del Nuovo PSI, la tensione tra Berlusconi e il segretario UDC Marco Follini è altissima: indiscrezioni apparse sui principali quotidiani nazionali raccontano di minacce di un "trattamento speciale" sulle reti Mediaset contro quest'ultimo. Silvio Berlusconi riesce tuttavia a ricompattare la coalizione - facendo alcune concessioni agli alleati - e ad ottenere così la fiducia per un nuovo esecutivo.

### Elezioni del 2006
La campagna elettorale per le elezioni politiche del 2006 è una delle più accese di sempre in Italia. Forza Italia e la coalizione di centrodestra, guidata da Berlusconi, si presentarono agli elettori chiedendo un giudizio positivo sull'esperienza dei due governi, durati complessivamente cinque anni. La coalizione di centro-sinistra rinnovata e guidata da Romano Prodi si presentò con un giudizio diametralmente opposto sulla legislatura.
Berlusconi partecipò a due confronti televisivi ufficiali col suo sfidante, durante i quali accusò la sinistra di essere divisa sulle principali proposte economiche. Il momento più importante della campagna elettorale di Berlusconi fu però un clamoroso ed inaspettato intervento ad un'assemblea della Confindustria, attaccando i rivali sui temi dell'economia e della giustizia. In chiusura della campagna, il presidente del Consiglio uscente lanciò la proposta dell'abolizione dell'ICI sulla prima casa.
La Casa delle Libertà riuscì così a riconquistare la fiducia di molti elettori e Forza Italia si riappropriò della leadership all'interno della coalizione, ottenendo un risultato in netta ascesa rispetto alle previsioni, ma inferiore a quelle delle elezioni del 2001 e comunque non sufficiente ad evitare la sconfitta elettorale del centrodestra. Alla Camera dei deputati il centrosinistra ottenne, con 24 755 voti in più, il premio di maggioranza previsto dalla legge elettorale varata nel 2005 dal centrodestra e nel complesso, contando anche i voti del Trentino-Alto Adige, della Valle d'Aosta e della circoscrizione Estero, circa 130 000 voti in più, con una percentuale del 49,73% dei consensi contro il 49,40% della CdL.
Al Senato, la situazione era ribaltata: la CdL ottenne nel complesso circa 147 000 voti in più, il 49,57% contro il 49,16%, ma per il sistema degli sbarramenti regionali previsti dalla legge elettorale, varata dal Governo Berlusconi III, e con l'apporto del voto della circoscrizione Estero, l'Unione riuscì comunque a conquistare due seggi in più.
Forza Italia, nonostante un forte calo rispetto alle politiche del 2001, alla Camera meno 6%, risulta alla Camera come la seconda forza politica italiana con 9 milioni di voti (23,7%) dietro la lista L'Ulivo (che è l'unione di due partiti, i Democratici di Sinistra e La Margherita) che invece ha ottenuto 11,9 milioni di voti e al Senato (dove i Democratici di Sinistra e La Margherita si sono presentati separati) come la prima forza politica del Paese con 8,2 milioni di voti (24,0%). Elegge, compresi gli eletti nella circoscrizione Estero, 140 deputati e 79 senatori. La presidenza del gruppo alla Camera dei deputati viene assunta da Elio Vito mentre al Senato a guidare il gruppo è Renato Schifani, entrambi già alla guida dei rispettivi gruppi parlamentari nella legislatura precedente.

### La nascita del Popolo della Libertà e il ritorno al governo (2007-2008)
Il 18 novembre 2007 Silvio Berlusconi, a margine di un'iniziativa di Forza Italia contro il Governo Prodi, dichiarò il prossimo scioglimento del partito, che sarebbe poi confluito in una formazione maggiore, il partito del Popolo della Libertà.
Il progetto venne in un primo momento accantonato, ma fu poi rilanciato dopo la caduta del Governo Prodi e così Forza Italia si presentò assieme ad Alleanza Nazionale, che inizialmente aveva rinunciato all'adesione, e ad altri movimenti e partiti politici dell'ormai ex coalizione di centrodestra in una lista unica alle elezioni politiche del 2008.
Le elezioni videro la vittoria della coalizione formata da PdL, Lega Nord e Movimento per l'Autonomia e il ritorno al governo del centrodestra dopo due anni con il Governo Berlusconi IV.
Il 21 novembre 2008 il consiglio nazionale di Forza Italia sancì ufficialmente la confluenza nel PdL e diede a Berlusconi pieni poteri nella fase di transizione, conclusasi con il congresso costituente del nuovo partito, che si tiene dal 27 al 29 marzo 2009.

### Il ritorno a una nuova Forza Italia (16 novembre 2013)
Il 16 novembre 2013 il Consiglio nazionale del PdL delibera il rilancio di Forza Italia, in cui confluisce la parte maggioritaria degli esponenti del Popolo della Libertà, esclusa l'area vicina ad Angelino Alfano, che ha costituito invece il Nuovo Centrodestra.

## Ideologia
È scritto nello Statuto di Forza Italia:
È scritto nella carta dei valori del partito:
Silvio Berlusconi, nel 1998, ha così definito il suo partito:
è un partito cattolico ma non confessionale;
è un partito laico, ma non intollerante o laicista;
è un partito nazionale ma non centralista.»
Forza Italia si definisce un partito nuovo, senza legami diretti con la cosiddetta Prima Repubblica e, nel contempo, legittimo erede delle migliori tradizioni politiche italiane. Il democristiano Alcide De Gasperi, il socialdemocratico Giuseppe Saragat, il liberale Luigi Einaudi e il repubblicano Ugo La Malfa sono citati nel preambolo dello statuto di Forza Italia come padri nobili a cui il partito intende riferirsi.
Forza Italia si rifà ad una un'identità di centro-destra, facendo parte dal 1999 del Partito Popolare Europeo, ma senza limitare per questo l'apertura alla tradizione della sinistra riformista (come si vede nei riferimenti alle personalità della sinistra moderata), con un esplicito richiamo al pensiero del socialismo liberale.
Sempre dalla carta dei valori:
Forza Italia è un partito essenzialmente accentrato sulla figura del suo leader. L'orientamento politico di Forza Italia è moderato-liberale.
La struttura di formazione è diretta da don Gianni Baget Bozzo e la linea politica è influenzata da Ferdinando Adornato (direttore del mensile Liberal) che ha tentato di riadattare il neoconservatorismo statunitense al contesto politico-culturale italiano. Adornato si è concentrato sul progetto di riunire i partiti dell'area di centrodestra attraverso la creazione di un nuovo soggetto politico unitario.
Forza Italia sostiene la parità di importanza tra scuola privata e scuola pubblica; ritiene che i vincoli pubblici alla libera iniziativa imprenditoriale vadano eliminati o fortemente ridotti; propugna un sistema tributario che non si ponga come fine la redistribuzione della ricchezza bensì l'orientamento dei consumi e, quindi, incentrato sulle imposte indirette e su quelle reali, piuttosto che su quelle dirette e personali; propone la separazione delle carriere tra magistratura giudicante e magistratura inquirente; in politica estera adotta una linea fortemente atlantista. Sostiene, inoltre, le posizioni di libertà di coscienza in tematiche che riguardano la bioetica.

## Struttura

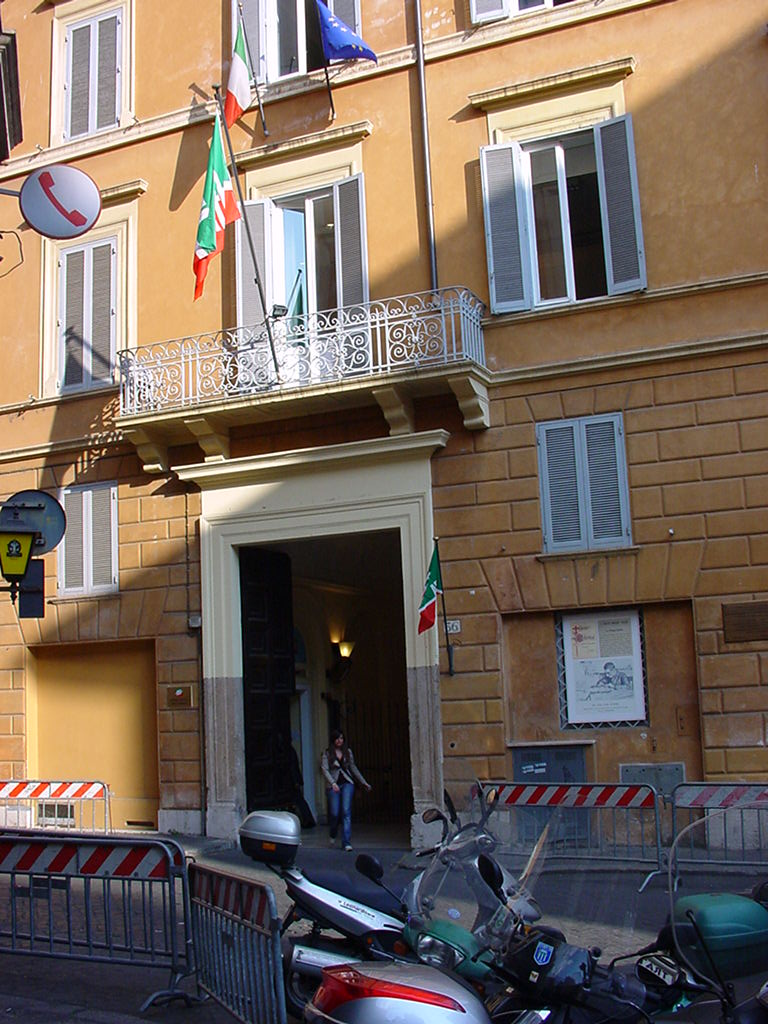
Via dell'Umiltà 36, sede nazionale di Forza Italia a Roma

La struttura di Forza Italia è prevalentemente verticistica: i coordinatori nazionali e regionali sono nominati direttamente dal presidente del movimento. Gli iscritti, invece, possono eleggere i coordinatori dei club locali e i coordinamenti provinciali.

### Organi nazionali

#### Presidente
- Silvio Berlusconi (18 gennaio 1994 – 27 marzo 2009)

#### Vicepresidente
- Giulio Tremonti (2004 – 27 marzo 2009)
- Roberto Formigoni (30 aprile 2008 – 27 marzo 2009)

#### Portavoce
- Antonio Tajani (1994–1996)
- Paolo Bonaiuti (1996–2001)
- Sandro Bondi (2001 – 6 ottobre 2004)
- Elisabetta Gardini (6 ottobre 2004 – 13 maggio 2008)[51]
- Daniele Capezzone (13 maggio 2008 – 27 marzo 2009)[52]

#### Presidente del Comitato di presidenza
- Claudio Scajola (2004 – 27 marzo 2009)

#### Vicepresidente del Comitato di presidenza
- Carlo Vizzini (2005 – 27 marzo 2009)

#### Presidente del Consiglio nazionale
- Alfredo Biondi (2004 – 27 marzo 2009)

#### Coordinatore
- Domenico Mennitti (1994)
- Luigi Caligaris (1994)
- Cesare Previti (1994–1996)
- Claudio Scajola (1996–2001)
- Roberto Antonione (2001–2003)
- Claudio Scajola (2003)
- Sandro Bondi (2003–2008)
- Denis Verdini (2008 – 27 marzo 2009)

#### Vice-coordinatore
- Giuliano Urbani (1994)
- Mario Valducci (1995 – 1996)
- Fabrizio Cicchitto (2003 – 2008)
- Gianfranco Micciché (2004 – 27 marzo 2009)
- Renato Brunetta (2007 – 27 marzo 2009)
- Gian Carlo Abelli (2008 – 27 marzo 2009)

#### Responsabile della Segreteria politica
- Denis Verdini (2005 – 27 marzo 2009)

#### Vice-responsabile della Segreteria politica
- Angelo Pisanu (2005 – 27 marzo 2009)

#### Amministratore nazionale
- Mario Valducci (1994–1995)
- Domenico Lo Jucco (1995–1997)
- Giovanni Dell'Elce (1997–2003)
- Rocco Crimi (2003 – 27 marzo 2009)

### Presidenti dei gruppi parlamentari

#### Camera dei deputati
- 21 aprile 1994 – 14 ottobre 1994: Raffaele della Valle, vice: Pietro Di Muccio
- 14 ottobre 1994 – 27 marzo 1996: Vittorio Dotti, vice: Beppe Pisanu
- 15 maggio 1996 – 29 maggio 2001: Beppe Pisanu, vice: Antonio Marzano, poi Elio Vito
- 5 giugno 2001 – 28 aprile 2008: Elio Vito, vice: Antonio Leone
- 5 maggio 2008 – 27 marzo 2009: Fabrizio Cicchitto[53]

#### Senato della Repubblica
- 1 aprile 1994 – 14 giugno 1994: Cesare Previti, vice: Livio Caputo
- 14 giugno 1994 – 29 maggio 2001: Enrico La Loggia, vice: Sergio Stanzani & Giulio Terracini
- 6 giugno 2001 – 28 aprile 2008: Renato Schifani, vice: Maria Elisabetta Alberti Casellati[54]
- 6 maggio 2008 – 27 marzo 2009: Gaetano Quagliariello[55]

#### Parlamento europeo
- 19 luglio 1994 – 19 luglio 1999: Claudio Azzolini
- 20 luglio 1999 – 8 maggio 2008: Antonio Tajani
- 5 giugno 2008 – 27 marzo 2009: Stefano Zappalà[56]

### Coordinatori regionali
I coordinatori regionali sono a capo del partito a livello regionale e sono nominati dal presidente. Sono riuniti nella Conferenza dei Coordinatori regionali, il cui segretario è stato Angelino Alfano dal 2002.
- Valle d'Aosta: Giorgio Bongiorno (2002-2009).
- Piemonte: Roberto Rosso (1999-2003); Guido Crosetto (2003-2009).
- Lombardia: Dario Rivolta (1996-1998); Paolo Romani (1998-2005); Mariastella Gelmini (2005-2008); Guido Podestà (2008-2009).
- Veneto: Fabio Gava (1996-1998); Giorgio Carollo (1998-2005); Niccolò Ghedini (2005-2009).
- Trentino-Alto Adige: Mario Malossini (2003-2009).
- Friuli-Venezia Giulia: Ettore Romoli (1996-2003); Vanni Lenna (2003-2007); Isidoro Gottardo (2007-2009).
- Liguria: Enrico Nan (1994-2006); Michele Scandroglio (2006-2009).
- Emilia-Romagna: Isabella Bertolini (2000-2007); Giampaolo Bettamio (2007-2009).
- Toscana: Denis Verdini (2003-2009).
- Umbria: Gianfranco Ciaurro (1994-2000); Luciano Rossi (2000-2009).
- Marche: Laura Bianconi (commissario dal 2002 al 2003); Remigio Ceroni (2003-2009).
- Lazio: Antonio Tajani (1994-2005); Beatrice Lorenzin (2005-2006)[57]; Francesco Giro (2006-2009)[58].
- Abruzzo: Andrea Pastore (2005-2009).
- Molise: Ulisse Di Giacomo (2001-2009).
- Campania: Antonio Martusciello (1994-2005), Nicola Cosentino (2005-2009).
- Basilicata: Vincenzo Taddei (2002-2005); Guido Viceconte (commissario dal 2005 al 2009).
- Puglia: Raffaele Fitto (2005-2009).
- Calabria: Giancarlo Pittelli (2004-2009).
- Sicilia: Gianfranco Micciché (1994-2005); Angelino Alfano (2005-2008).
- Sardegna: Piergiorgio Massidda (2004-2008); Ugo Cappellacci (2008-2009).

### Organizzazioni interne
Sono strutture interne di Forza Italia:
- Forza Italia Seniores: era l'organizzazione dei forzisti over 65, al cui vertice vi era il Senatore Enrico Pianetta.
- Azzurro Donna: era l'organizzazione femminile di Forza Italia, alla cui guida c'era Mara Carfagna.
- Azzurri nel Mondo: era il braccio estero del partito, alla cui guida era stata nominata Barbara Contini.
- Ragion politica: è il portale internet del Dipartimento Formazione del partito.

### Organizzazione giovanile
Forza Italia - Giovani per la Libertà (o Forza Italia Giovani) era l'organizzazione giovanile di Forza Italia, fondata nel 1996, rivolta agli azzurri tra i 14 e i 35 anni. Nell'aprile 2009 confluisce, insieme ad Azione Giovani (l'organizzazione giovanile di AN), nella Giovane Italia, la nuova organizzazione giovanile del PdL.
Studenti per le Libertà era la sezione studentesca del movimento giovanile. È stato fondato nel 1999, riconosciuto al tavolo delle associazioni studentesche presso il Ministero della pubblica istruzione. In seguito alle elezioni del 16-17 maggio 2007, ha avuto un rappresentante eletto al Consiglio nazionale degli Studenti Universitari, massimo organo di rappresentanza istituito presso l'allora Ministero dell'università e della ricerca.

## Correnti
In nessuno dei due congressi tenutisi nella storia del partito sono state discusse mozioni di minoranza, privilegiando una linea unitaria a sostegno del leader Silvio Berlusconi alla presidenza del movimento, anche se l'elezione da parte del Congresso nazionale di alcuni membri del Consiglio Nazionale è stata spesso movimentata, come quando nel 1998 si ebbe il duello tra Franco Frattini e Gianni Pilo che fu, grazie al sostegno determinante del potente coordinatore regionale della Campania, Antonio Martusciello, il consigliere nazionale più votato.
In ogni caso ci sono tre possibili distinzioni che si possono fare dei membri di FI: la prima riguarda il dibattito sul profilo organizzativo del partito; la seconda gli orientamenti in materia economica e sociale; la terza concerne gli orientamenti politici generali (non solo a livello nazionale, ma anche locale), spesso in relazione alle vecchie appartenenze politiche.
Nell'ambito della geografia interna delle posizioni politiche esistenti in Forza Italia, assumono rilievo anche le fondazioni e i rapporti con i piccoli movimenti politici strettamente legati al partito.

### Componenti politiche
Le vecchie correnti di partito però si manifestano attraverso movimenti o associazioni politiche collaterali rispetto a Forza Italia, spesso sono la ricongiunzione di esponenti della stessa area culturale e politica (democristiana, socialista o liberale) guidati da un personaggio carismatico. Tra queste degne di nota sono:
- Cristiani Democratici per la Libertà/Rete Italia, area democristiana di'ispirazione ciellina, guidata da Roberto Formigoni e tra i cui membri figurano Maurizio Lupi, Mario Mantovani, Mario Mauro e Maurizio Bernardo;
- Noi Riformatori Azzurri, area socialista, legati a Francesco Colucci;
- Circoli di Iniziativa Riformista, area socialdemocratica, guidata da Carlo Vizzini;
- Liberalismo Popolare, movimento liberale nato alla fine del 2002 guidato da Raffaele Costa, Alfredo Biondi, Roberto Rosso e Stefano De Luca[59].

Come si vede, a parte il gruppo di Formigoni, che ha una caratterizzazione più che altro lombarda e ciellina, manca una vera e propria componente democristiana. Ciò è dovuto al fatto che gli ex DC, che pure non sono troppo rappresentati al vertice, sono la stragrande maggioranza del partito, tanto da non sentire la necessità di organizzarsi in una vera e propria corrente. Peraltro spesso i democristiani berlusconiani si dividono sia sulla questione della struttura del partito, sia sulle questioni di attualità politica. In questo gruppo indefinito vanno inseriti Roberto Formigoni e i suoi seguaci, lo stesso Claudio Scajola, Giorgio Carollo, Giuseppe Pisanu, Enrico La Loggia, Renato Schifani, Angelino Alfano, Alfredo Antoniozzi, Raffaele Fitto, Giuseppe Gargani, Francesco Giro, Luigi Grillo, Osvaldo Napoli, Antonio Palmieri e Angelo Sanza, Riccardo Ventre e Marcello Vernola.
In generale si può parlare di un'anima democristiana, di una socialista riformista (ex PSI e ex PSDI), di una liberale e di una di berlusconiani della prima ora, molti dei quali provenienti da Publitalia, come, ad esempio, il coordinatore della Toscana Roberto Tortoli, il coordinatore regionale della Campania, Antonio Martusciello e Gianfranco Micciché.

### Dibattito sul modello di partito:scajolianiedellutriani
Quanto alla prima si distinguono:
- scajoliani, guidati da Claudio Scajola e fautori di un maggiore peso della macchina organizzativa del partito, nonché dell'introduzione dei congressi a livello regionale e al rafforzamento di quelli nazionali, provinciali e comunali;
- publitalisti o dellutriani, fautori del partito leggero e incentrato sulla figura di Berlusconi, guidati da Marcello Dell'Utri, Sandro Bondi e Fabrizio Cicchitto.

Negli ultimi tempi le due parti si sono indubbiamente ravvicinate (pochi infatti contestano ancora un maggiore radicamento del partito, unito a più collegialità e più democrazia interna, soprattutto dopo l'appello di Paolo Guzzanti in richiesta di un congresso "vero") e il duo Bondi-Cicchitto sembra muoversi svincolato dal proprio mentore, Dell'Utri. Quanto a quest'ultimo si può dire che abbia deciso di sostenere nuove leve di giovani a discapito di dellutriani di lungo corso come Enzo Ghigo, Roberto Tortoli e Guido Viceconte e che si sia lui stesso convinto della necessità di un'organizzazione capillare del partito, fondata sulle sezioni locali, similmente a quella che i DS hanno ereditato dal vecchio PCI.

### Federalismo e politica economica:tremontianieliberisti doc
Attorno al vicepresidente del partito Giulio Tremonti si è costituito un gruppo composto da membri di diversa estrazione politico-culturale e in gran parte provenienti dal Nord Italia, forti sostenitori del federalismo fiscale, di qui le affinità con la Lega Nord, e di un liberismo temperato. Tra i tremontiani, cementatisi durante la battaglia in due tempi in difesa del risparmio e contro l'operato di Antonio Fazio a Bankitalia, vale la pena di citare Giorgio Jannone, Guido Crosetto, Luigi Casero, Maria Teresa Armosino, Andrea Pastore, Giuseppe Vegas, Gianfranco Conte e lo stesso Antonio Leone.
A Tremonti, spesso tacciato di colbertismo, si sono spesso contrapposti i liberisti doc guidati da Antonio Martino e Raffaele Costa, anche in piena campagna elettorale. In genere, poi, l'ala del partito maggiormente legata all'ex PLI si è dimostrata la meno entusiasta nel sostenere il federalismo propugnato da Bossi e Tremonti, tanto che Egidio Sterpa (ex PLI di lungo corso) è stato l'unico membro del gruppo di FI alla Camera a votare contro il progetto di riforme istituzionali varato dal Governo Berlusconi.

### Correnti a livello regionale
A livello regionale il panorama delle correnti è molto frastagliato e diversificato e spesso non rispetta le logiche nazionali. Gli ex-Democristiani in particolare si presentano raramente come un fronte compatto e sono piuttosto divisi in diversi gruppi.
In Piemonte si sono contrapposti il gruppo di Enzo Ghigo (ex Publitalia e dellutriano) e quello di Roberto Rosso, ex DC e a capo della corrente sociale, (costituita nel 2000 insieme ad Antonio Martusciello), sostenuto anche dagli ex PLI, molto forti in regione e soprattutto nel Cuneese, grazie all'appoggio di Raffaele Costa. L'ultimo coordinatore regionale è stato Guido Crosetto e si collocava neutralmente rispetto alle due fazioni.
In Lombardia al forte gruppo ciellino guidato da Roberto Formigoni, Mario Mauro e Maurizio Lupi, si sono uniti riformisti di diversa estrazione politica come Massimo Guarischi (ex PSDI), Giampiero Borghini (ex PCI, poi sindaco di Milano con il sostegno del PSI) e Francesco Colucci (ex PSI). Al gruppo formigoniano, che controlla saldamente il partito, si contrappone un'area di dellutriani e di laico-socialisti, tra i quali spiccano i nomi di Paolo Romani (ex PLI) e Luigi Casero (ex PRI).
In Liguria la stragrande maggioranza dei dirigenti e degli eletti è riconducibile all'area di Claudio Scajola, che controlla tutta la zona del Ponente ligure e, in particolare, della Provincia di Imperia. L'ultimo coordinatore regionale Michele Scandroglio, ex-DC, era a lui molto vicino. All'interno dell'area genovese, oltre al forte gruppo di scajoliani, la componente liberale godeva ancora di un discreto seguito: il deputato Roberto Cassinelli e il senatore Enrico Musso erano sì molto vicini a Scajola, ma provengono dalle file del PLI.
In Veneto il partito è saldamente in mano a Giancarlo Galan (ex-PLI e ex-Publitalia). Al presidente della Regione fanno riferimento l'area laico-socialista e dellutriana, guidata dagli ex-PSI Amalia Sartori e Renato Chisso e dagli ex-PLI Fabio Gava e Niccolò Ghedini, ultimo coordinatore regionale, e un nutrito gruppo di ex-democristiani con Raffaele Bazzoni, Carlo Alberto Tesserin, Leonardo Padrin, Marino Zorzato e Domenico Menorello in testa. Esistono poi almeno due gruppi provenienti dalla vecchia DC: i cosiddetti neodorotei e i democratici popolari: tra i primi, legati al leader doroteo veneto Franco Cremonese e in gran parte membri del CDU fino al 1998, ci sono Vittorio Casarin e Clodovaldo Ruffato; tra i secondi, un tempo stretti alleati di Galan, ci sono gli ex-seguaci di Giorgio Carollo, fondatore di Veneto per il PPE, tra i quali spiccano i nomi di Renzo Marangon, Barbara Degani e Giancarlo Conta, che si sono recentemente riavvicinati a Galan. Esiste poi un altro gruppo di derivazione PSI, spesso non in sintonia con Galan e guidato da personaggi del calibro di Maurizio Sacconi e Renato Brunetta, ai quali si è unito l'ex-DC Remo Sernagiotto. A tale gruppo si è spesso accodato anche Aldo Brancher, ex-DC e anello di congiunzione tra Forza Italia e Lega Nord.
Nel Friuli-Venezia Giulia è molto forte la componente proveniente da esperienze radicali e socialiste, guidata da Roberto Antonione e Renzo Tondo (succedutisi alla presidenza regionale), ma non manca un nutrito gruppo di ex-DC, con in testa Isidoro Gottardo e Danilo Moretti.
Nel Lazio, la componente più forte è sempre stata quella di Antonio Tajani. Dopo essere stato sostituito da Beatrice Lorenzin come coordinatore regionale, la giovane forzista è stata poi sostituita da Francesco Giro, leader del gruppo democristiano. Figure di rilievo sono poi Alfredo Antoniozzi e Stefano De Lillo.
In Campania si potevano rintracciare tre gruppi: quello di Antonio Martusciello il più forte ed organizzato(sostenuto da altre personalità locali come Antonio Barbieri, Aldo Perrotta, Emiddio Novi, Gaetano Fasolino, Cosimo Izzo e Fulvio Martusciello e Claudio Azzolini; quello minoritario di Elio Vito, Nicola Cosentino (Luigi Cesaro, Franco Malvano, quest'ultimo sconfitto al primo turno delle elezioni comunali del 2006 da Rosa Russo Iervolino, e da Alfredo Vito cugino di Elio Vito; gli scajoliani (Riccardo Ventre, Paolo Russo e Ermanno Russo) che non hanno mai assunto posizioni di rilievo nel controllo del partito.
In Puglia il partito era saldamente in mano agli ex democristiani guidati da Raffaele Fitto.
In Sicilia il partito si divideva in un gruppo legato a Gianfranco Micciché e Stefania Prestigiacomo ed un altro di origine democristiana guidato da Renato Schifani, Enrico La Loggia e Angelino Alfano.

### Fondazioni ed associazioni
Grande rilievo hanno in Forza Italia diverse fondazioni e associazioni:
- Free Foundation di Renato Brunetta (inizialmente insieme a Franco Frattini), rappresentante del cosiddetto socialismo riformista, su posizioni liberali;
- Fondazione Magna Carta di Marcello Pera e di Gaetano Quagliariello, entrambi vicini, una volta, alle posizioni del partito radicale, ora forti sostenitori dell'identità cristiana, tanto da essere a volte apostrofati come l'area neocon e teocon del partito;
- Fondazione Ideazione di Domenico Mennitti e Vittorio Mathieu;
- Il Circolo del Buongoverno di Marcello Dell'Utri.

### Movimenti politici e partiti associati
Molto vicine a Forza Italia sono anche altre componenti che però non fanno parte ufficialmente del partito, anche se di fatto si comportano con Forza Italia come i partiti associati:
- Giovane Italia, associazione socialista guidata da Stefania Craxi e Maurizio Sacconi (che è membro a tutti gli effetti di FI);
- Riformatori Liberali, partito dei Radicali che hanno scelto il centrodestra, guidato da Benedetto Della Vedova, poi deputato nel gruppo di FI;
- Partito Repubblicano Italiano, il partito più antico d'Italia che, seppure orgoglioso della sua autonomia e specificità, alle elezioni politiche del 2001 e del 2006 ha presentato i propri candidati nelle liste di FI;
- Democrazia Cristiana per le Autonomie, partito democristiano autonomo che, per voce del suo segretario Gianfranco Rotondi, riconosce come leader Berlusconi;
- Nuovo PSI di Gianni De Michelis e poi di Stefano Caldoro, partito liberalsocialista che, pur presentandosi autonomamente, candida i suoi esponenti anche nelle liste FI.

## Nelle istituzioni

### Presidente del Senato
- Marcello Pera (XIV legislatura della Repubblica Italiana)
- Renato Schifani (XVI legislatura della Repubblica Italiana)

### Presidente del Consiglio dei ministri
- Silvio Berlusconi

### Vicepresidenti del Consiglio dei Ministri
- Giulio Tremonti (Governo Berlusconi III)

### Governi
- Governo Berlusconi I
- Governo Berlusconi II
- Governo Berlusconi III
- Governo Berlusconi IV

### Collocazione parlamentare
- Maggioranza (1994-1995)
- Opposizione (1995-2001)
- Maggioranza (2001-2006)
- Opposizione (2006-2008)
- Maggioranza (2008-2009)

## Iscritti
- 1995 - 5 200
- 1996 - n.d.
- 1997 - 139 546
- 1998 - 161 319
- 1999 - 190 398
- 2000 - 312 863
- 2001 - 271 751
- 2002 - 222 631
- 2003 - 249 824
- 2004 - n.d.
- 2005 - n.d.
- 2006 - n.d.
- 2007 - 401 014

1Campagna iscrizioni interrotta in vista di una ridefinizione organizzativa del movimento

## Congressi
- I Congresso Nazionale - Assago (Milano), 16-18 aprile 1998
- II Congresso Nazionale - Assago (Milano), 27-29 maggio 2004

## Organi d'informazione ufficiali
Caratteristica del partito, e in generale del centrodestra, è il possedere, direttamente o indirettamente, non pochi quotidiani, come: Libero, quotidiano fondato nel 2000 e diretto da Maurizio Belpietro, il cui editore è Antonio Angelucci, parlamentare prima democristiano e in seguito tra i fondatori di Forza Italia; Il Foglio, fondato nel 1996 e diretto da Giuliano Ferrara, egli stesso ex Ministro per i Rapporti col Parlamento nel primo Governo Berlusconi; L'Opinione delle libertà, giornale nato nel 1992, reso quotidiano a partire dall'anno successivo e su cui scrivono, tra gli altri, Arturo Diaconale e Paolo Pillitteri e Il Domenicale, rivista culturale fondata da Marcello Dell'Utri (braccio destro di Silvio Berlusconi), esistita dal 2002 al 2009.
Ma il quotidiano considerato più vicino al partito, l'ufficioso quando non l'ufficiale, è invece Il Giornale, fondato come quotidiano indipendente nel 1974 dal giornalista Indro Montanelli, suo direttore per venti anni, inizialmente come Il Giornale Nuovo, (assume infatti l'attuale nome dal 1983), e la cui casa editrice viene acquistata nel 1987 dal presidente di Forza Italia, il quale però, in seguito alla legge Mammì del 1990, cede le sue quote di maggioranza al fratello Paolo Berlusconi; Paolo Guzzanti ne è il vicedirettore e Egidio Sterpa ne è il consigliere d'amministrazione (entrambi senatori del partito), mentre ne è direttore Vittorio Feltri, che, nonostante non siano legati ufficialmente al partito, sostengono Berlusconi, senza però fargli mancare qualche critica.
È da ricordare che è esistito un quotidiano dal nome L'Avanti! (da non confondere con l'Avanti!, lo storico quotidiano del Partito Socialista Italiano, il cui nome ricalca) dalle pubblicazioni saltuarie (1996, 2003-2011, 2011), che è stato pubblicato dalla cooperativa giornalistica International Press di Valter Lavitola (faccendiere italiano che in certe fasi ne è stato anche direttore) e che si riproponeva come foglio (quattro pagine) degli ex PSI di Forza Italia, come Fabrizio Cicchitto (che lo ha fortemente voluto), Margherita Boniver, Giulio Tremonti, Renato Brunetta, Francesco Colucci, Sergio De Gregorio (che ne è stato il primo direttore), Franco Frattini, Paolo Guzzanti, Marcello Pera e Maurizio Sacconi.

## Precedenti usi del nome
Il nome «Forza Italia!» (con tanto di punto esclamativo) era già stato usato per un movimento politico nel 1944, nell'Italia Meridionale durante l'amministrazione alleata. Se ne trova traccia in un libro di Norman Lewis, che scrive: «Con la nostra benedizione si sono costituiti qualcosa come sessantacinque partiti politici, i quali parteciperanno alla furiosa rissa democratica che prevedibilmente si scatenerà quando verranno indette le elezioni. Oltre a questi esistono molti movimenti non riconosciuti che aspirano a restituire alla nazione la sua grandezza. [...] Alcuni vengono considerati più risoluti e sinistri, e tra essi quello su cui dovevo indagare, che si chiama «Forza Italia!» e si sospetta di simpatie neofasciste.».
L'espressione "Forza Italia" faceva anche parte di uno slogan della Democrazia Cristiana nella campagna elettorale del 1987 ("Forza Italia! Lotta per le cose che contano!").

## Simboli storici

Il simbolo standard di Forza Italia, disegnato da Cesare Priori
Simbolo elettorale di Forza Italia nel 1994.
Simbolo elettorale di Forza Italia nel 1996.
Simbolo elettorale di Forza Italia nel 2006

## Risultati elettorali
| Elezione       | Elezione     | Voti                     | %                        | Seggi     |
| -------------- | ------------ | ------------------------ | ------------------------ | --------- |
| Politiche 1994 | Camera       | 8 136 135                | 21,01                    | 113 / 630 |
| Politiche 1994 | Senato       | nel Polo delle Libertà   | nel Polo delle Libertà   | 36 / 315  |
| Europee 1994   | Europee 1994 | 10 089 139               | 30,62                    | 27 / 87   |
| Politiche 1996 | Camera       | 7 712 149                | 20,57                    | 123 / 630 |
| Politiche 1996 | Senato       | nel Polo per le Libertà  | nel Polo per le Libertà  | 48 / 315  |
| Europee 1999   | Europee 1999 | 7 813 948                | 25,16                    | 22 / 87   |
| Politiche 2001 | Camera       | 10 923 431               | 29,43                    | 178 / 630 |
| Politiche 2001 | Senato       | nella Casa delle Libertà | nella Casa delle Libertà | 81 / 315  |
| Europee 2004   | Europee 2004 | 6 806 245                | 20,93                    | 16 / 78   |
| Politiche 2006 | Camera       | 9 048 976                | 23,72                    | 140 / 630 |
| Politiche 2006 | Senato       | 8 202 890                | 24,01                    | 80 / 315  |